# Ива тонкостолбиковая
И́ва тонкосто́лбиковая (лат. Salix gracilistyla) — вид цветковых растений из рода Ива (Salix) семейства Ивовые (Salicaceae).

## Распространение и экология
В природе ареал вида охватывает Дальний Восток России (Уссурийский край), Китай (провинции Хэйлунцзян, Гирин, Ляонин), Японию и Корейский полуостров.
Произрастает по берегам горных речек.

## Ботаническое описание
Ива тонкостолбиковая — раскидистый кустарник высотой до 2—3 м или дерево. Молодые ветви шелковисто-волосистые, позднее почти голые, тёмно-коричневые.
Прилистники полусердцевидные или продолговато-эллиптические, довольно крупные, острые, мелко зубчатые; Листья обратно-ланцетные или ланцетно-продолговатые, длиной 10—12 см, шириной до 3,5 см, на верхушке коротко заострённые, в основании округлённые или суженные, по краю мелко и острозубчатые, сверху тёмно-зелёные, слабо шелковистые, позже голые, снизу сизые, почти серебристые, на сильно расширенных к основанию, сначала опушённых, позже почти голых черешках длиной до 10 мм.
Серёжки развиваются раньше листьев, густоцветковые, сидячие, сближенные, прижатые к ветвям, прямые, короткие, цилиндрические, диаметром около 1—1,5 см, мужские длиной 3—3,5 см, женские — 2,5 см. Прицветные чешуи яйцевидные, на верхушке заострённые, тёмно-бурые или черноватые, длиной около 2—2,5 мм. Тычинки в числе двух, по всей длине сросшиеся, голые, длиной 5—6 мм, с одним внутренним, шиловидным нектарником длиной до 1,5 мм и эллиптическими, жёлтыми пыльниками. Завязь мелкая, яйцевидно-коническая или продолговатая, бело- или серо-шелковистая, почти сидячая, с очень длинным, нитевидным, жёлтым столбиком, превышающим завязь почти в два раза и очень коротким, цельным или четырёхраздельным рыльцем.

## Значение и применение
Хорошо посещается пчёлами ради сбора нектара и пыльцы. Нектаропродуктивность 100 цветков — 16,2—25,8 мг.
Хорошо поедается крупным рогатым скотом в течение всего лета (в сентябре хуже); поедается также лошадьми и изюбрем. Почки и сережки поедаются зимой рябчиком. В коре обнаружено 4,49 % таннидов.

## Таксономия
Вид Ива тонкостолбиковая входит в род Ива (Salix) семейства Ивовые (Salicaceae) порядка Мальпигиецветные (Malpighiales).
|  |                                      |  |                                                             |                                                             |                  |  | ещё 36 семейств (согласно Системе APG II) | ещё 36 семейств (согласно Системе APG II) |                          |  |  |  | ещё более 500 видов |
|  |                                      |  |                                                             |                                                             |                  |  | ещё 36 семейств (согласно Системе APG II) | ещё 36 семейств (согласно Системе APG II) |                          |  |  |  | ещё более 500 видов |
|  |                                      |  |                                                             | порядок Мальпигиецветные                                    |                  |  |                                           |                                           | род Ива                  |  |  |  |                     |
|  |                                      |  |                                                             | порядок Мальпигиецветные                                    |                  |  |                                           |                                           | род Ива                  |  |  |  |                     |
|  | отдел Цветковые, или Покрытосеменные |  |                                                             |                                                             | семейство Ивовые |  |                                           |                                           | вид Ива тонкостолбиковая |  |  |  |                     |
|  | отдел Цветковые, или Покрытосеменные |  |                                                             |                                                             | семейство Ивовые |  |                                           |                                           |                          |  |  |  |                     |
|  |                                      |  | ещё 44 порядка цветковых растений (согласно Системе APG II) | ещё 44 порядка цветковых растений (согласно Системе APG II) |                  |  |                                           | ещё около 57 родов                        | ещё около 57 родов       |  |  |  |                     |
|  |                                      |  |                                                             | ещё 44 порядка цветковых растений (согласно Системе APG II) |                  |  |                                           |                                           | ещё около 57 родов       |  |  |  |                     |